# فرودگاه دویگ
فرودگاه دویگ (به انگلیسی: Doig Airport) یک فرودگاه همگانی است که یک باند فرود چمن دارد و طول باند آن ۹۱۴ متر است. این فرودگاه در کشور کانادا قرار دارد و در ارتفاع ۱۰۶۷ متری از سطح دریا واقع شده‌است.